# Chovanščina
Chovanščina o Kovancina, Kovantscina, Khovanshchina, in russo Хованщина?, titolo a volte reso anche come La congiura dei principi Chovanskij, è un'opera (anzi, un "dramma nazionale in musica", secondo il sottotitolo dell'autore) in cinque atti, composta da Modest Petrovič Musorgskij tra il 1872 ed il 1880. Come il precedente Boris Godunov, essa riguarda un episodio della storia della Russia: la ribellione del principe Ivan Andreevič Chovanskij, dei "Vecchi credenti" e del corpo militare degli strelizzi contro Pietro il Grande. Il libretto, scritto dal compositore stesso, è ispirato dalle antiche cronache dei "Vecchi credenti", secondo i quali la chiesa ortodossa era caduta nelle mani dell'Anticristo, nella persona del patriarca riformatore Nikon (Viaggio in Palestina del pope Suchanov e Vita del protopope Avvakum). L'opera è ambientata durante la rivolta di Mosca del 1682, ma i temi principali trattati sono la lotta tra le fazioni politiche dei progressisti e dei reazionari nel periodo della minore età di Pietro e la vita nella Moscovia prima delle riforme occidentalizzanti dello zar. Alla morte del compositore (1881) l'opera era incompiuta ed ancora non rappresentata: la sua prima ebbe luogo nel febbraio 1886, nella versione di Rimskij-Korsakov.

## Genesi ed evoluzione di un'opera incompiuta

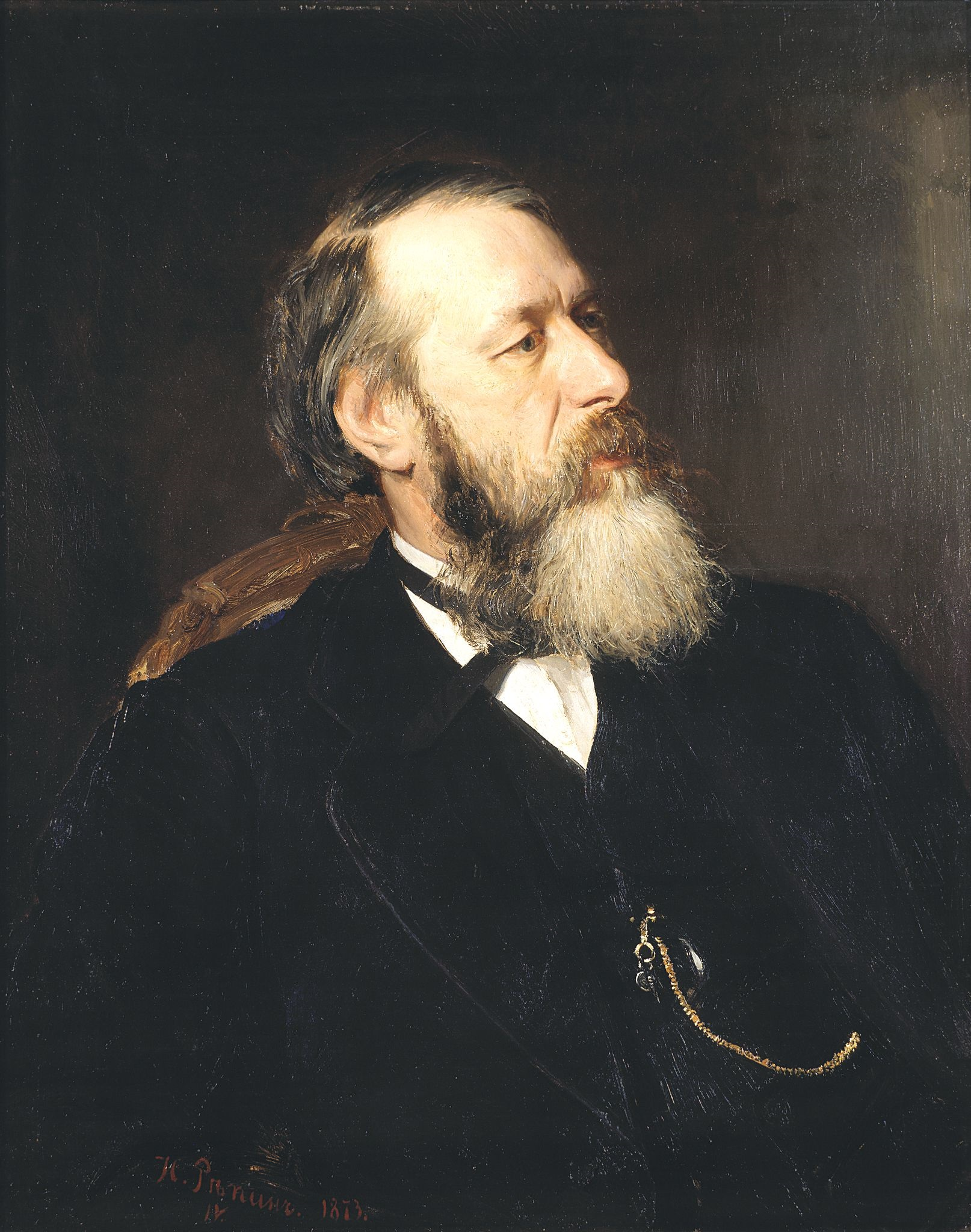
Vladimir Vasil'evič Stasov ritratto da Repin nel 1873

Il preannuncio della Chovanščina apparve in una lettera inviata il 13 luglio 1872 dal compositore all'amico Vladimir Vasil'evič Stasov:
Musorgskij si occupò della scrittura dell'opera fino ai suoi ultimi giorni di vita, ma non riuscì a terminarla: il secondo e il quinto atto rimasero incompiuti e la maggior parte della musica non era orchestrata. L'opera fu interamente orchestrata per la prima volta da Nikolaj Andreevič Rimskij-Korsakov, che però preferì definire il suo lavoro revisione, anziché orchestrazione. In base alle sue idee musicali e considerando le esigenze di tempo, egli accorciò significativamente l'opera, finì di scrivere le parti mancanti e apportò dei cambiamenti all'armonia di Musorgskij. La sua partitura venne pubblicata nel 1883 e fu messa in scena da un gruppo amatoriale il 21 febbraio 1886 a San Pietroburgo.
Nel 1913 l'opera fu messa in scena a Parigi, in una produzione di Sergej Pavlovič Djagilev: per l'occasione l'orchestrazione fu fatta in collaborazione da Igor' Fëdorovič Stravinskij e Maurice Ravel. Tuttavia il basso Fëdor Ivanovič Šaljapin si rifiutò di cantare la parte di Dosifej, se non nell'orchestrazione di Rimskij-Korsakov; pertanto fu rappresentata una versione ibrida che non ebbe un gran successo, e quell'orchestrazione fu dimenticata. Solo il finale, che era stato composto da Stravinskij, sopravvisse e fu pubblicato nel 1914.
Nel 1958 Dmitrij Šostakovič iniziò la sua orchestrazione, sulla base della partitura originale di Musorgskij, ed il suo lavoro fu utilizzato nel film sovietico del 1959 Chovanščina, della regista Vera Stroeva. Questa è la versione nella quale l'opera fu rappresentata per la prima volta al teatro Kirov a Leningrado nel 1960, ed è ora quella che viene eseguita normalmente. Nel 1989 Claudio Abbado fuse la versione di Šostakovič con il finale di Stravinskij, in un'acclamata versione teatrale (e poi discografica e video) a Vienna. La versione Šostakovič fu adottata anche da Valerij Abisalovič Gergiev per le rappresentazioni che diresse tra il 1991 e il 1992 al teatro Kirov. Non eseguì tuttavia il finale di Stravinskij, e ripristinò due episodi incompiuti che Musorgskij aveva chiesto di tagliare. Anche di questa versione, in diverse rappresentazioni, esiste la registrazione sia audio sia video.
Le tappe fondamentali
| Data             | Luogo           | Teatro                     | Direttore                   | Nota                                           | Versione                                                      |
| ---------------- | --------------- | -------------------------- | --------------------------- | ---------------------------------------------- | ------------------------------------------------------------- |
| 21 febbraio 1886 | San Pietroburgo | Teatro Kononov             | E. Ju. Gol'dštejn           |                                                | Rimskij-Korsakov                                              |
| 12 novembre 1897 | Mosca           | Teatro Solodovnikov        | Michele Esposito            | Fëdor Ivanovič Šaljapin nella parte di Dosifej | Rimskij-Korsakov                                              |
| 1913             | Parigi          | Théâtre des Champs-Élysées | Emil' Kuper                 | Fëdor Šaljapin nella parte di Dosifej          | Stravinkij-Ravel e Rimskij-Korsakov                           |
| 23 maggio 1959   |                 |                            | Evgenij Fëdorovič Svetlanov | Film di Vera Stroeva                           | Šostakovič 1959                                               |
| 25 novembre 1960 | Leningrado      | Teatro Kirov               | Sergej El'cin               |                                                | Šostakovič 1959                                               |
| 1989             | Vienna          | Wiener Staatsoper          | Claudio Abbado              | Paata Burchuladze nella parte di Dosifej       | Šostakovič 1959 finale di Stravinskij                         |
| 1992             | San Pietroburgo | Teatro Kirov               | Valerij Abisalovič Gergiev  |                                                | Šostakovič 1959 ripristinati i tagli indicati dal compositore |

## Trama
L'azione ha luogo a Mosca nel 1682.
In alcune rappresentazioni dell'opera, a seconda di come le annotazioni originali vengono interpretate, alcune parti sono rimosse, e vengono descritte tra [parentesi quadre].

### Atto primo
Nella Piazza Rossa, al mattino. Il moschettiere degli strelizzi Kuz'ka canta ubriaco, mentre due suoi commilitoni parlano di ciò che hanno fatto nella notte, quando hanno torturato ed ucciso uno scrivano tedesco. Sopraggiunge un altro scrivano: i tre se la prendono con lui e se ne vanno. Il boiardo Šaklovityj detta allo scrivano una lettera per lo zar Pietro, con la quale lo avverte dei piani di rivolta del principe Chovanskij, capo della guardia degli strelizzi, e dei vecchi credenti (chiamati anche raskol'niki); lo ammonisce poi a non ripetere quanto ha appena udito. Una folla irrompe in scena [e costringe lo scrivano a leggere una nuova proclamazione che è stata pubblicata, che denuncia le atrocità commesse dagli strelizzi, quindi si lamenta dello stato in cui si trova la Russia. Il principe Ivan Chovanskij entra in scena e promette alla folla adorante di proteggere i "giovani zar", intendendo con questo i rivali conservatori di Pietro all'interno della famiglia reale, poi esce con la folla. Il principe Andrej, figlio di Ivan, insidia con la violenza Emma, una ragazza tedesca, ma viene scacciato da Marfa, vecchia credente ed ex fidanzata di Andrej. Andrej minaccia di uccidere Marfa, ma Ivan ritorna e decide di catturare lui stesso Emma: la lite che ne nasce tra padre e figlio viene interrotta dall'arrivo di Dosifej, leader dei vecchi credenti, che li rimprovera per essere così litigiosi e anticristiani. Chiede poi a tutti di unirsi ai vecchi credenti; il principe Ivan prende molto a cuore le sue parole, poi esce con Andrej, mentre Marfa esce con Emma. Rimasto solo, Dosifej prega per il futuro della Russia.

### Atto secondo
Nel padiglione estivo del principe Golicyn. Golicyn, un nobile progressista amante della zarevna Sof'ja (sebbene non si fidi di lei), legge una sua lettera [e una della madre, che lo esorta a mantenersi puro. Un prete tedesco entra per lamentarsi dell'assassinio di uno dei suoi scrivani da parte degli strelizzi e della tentata violenza di Andrej su Emma. Golicyn tenta di rabbonire il prete, chiedendosi quali siano i veri motivi del suo comportamento]. Poi chiede a Marfa in segreto di predirgli il futuro: lei gli annuncia perdita di potere, esilio e povertà. Quando la donna se ne va, Golicyn ordina ai servitori di ucciderla, affinché nessuno venga a sapere delle sue future disgrazie. Rimasto solo pensa a tutto quello che ha fatto per il progresso della Russia, ma all'improvviso entra il principe Chovanskij che lo accusa per i suoi intrighi e per voler diminuire i privilegi dei nobili, affermando che solo i Tatari credono che tutti gli uomini sono uguali e chiedendogli se la Russia si debba "tartarizzare". Ne nasce un litigio, [in cui ognuno rinfaccia all'altro gli errori nelle campagne militari, interrotto dall'ingresso di Dosifej che li critica entrambi: Golicyn per le sue idee moderne, e Chovanskij perché permette agli strelizzi di gozzovigliare e creare disordini. Nel corso della discussione emerge che Dosifej era un tempo il principe Mišeckij, e che rinunciò a tutti i suoi beni materiali, al che Chovanskij afferma che un principe deve morire principe. Marfa ritorna: c'è stato un tentativo di ucciderla, ma è stato sventato dalle guardie personali dello zar. Dopo di lei entra Šaklovityj, che annuncia minacciosamente che lo zar, informato dei piani di ribellione, ha ordinato un'inchiesta sul principe Chovanskij.

### Atto terzo
Nel quartiere degli strelizzi, dietro il Cremlino, a sud della Moscova. Mentre i vecchi credenti cantano un inno per il futuro della Russia, Marfa canta il proprio amore per Andrej Chovanskij, preconizzando la sua morte tra le fiamme insieme alla donna con cui lui l'ha tradita. Susanna, un'altra vecchia credente, la sente e la rimprovera aspramente, finché non viene scacciata da Dosifej. Marfa confessa a Dosifej di amare ancora il principe Andrej, al che lui le consiglia di pregare, ed escono. Sopraggiunge Šaklovityj, che medita amaramente sulla patria in pericolo e chiede aiuto a Dio, affinché invii un uomo capace di salvarla. Compaiono gli strelizzi che cantano ubriachi, inseguiti dalle mogli infuriate. La situazione è placata da Kuz'ka con una canzone. Arriva agitatissimo lo scrivano, il quale annuncia che il quartiere degli strelizzi è stato assalito e preso dalle truppe dello zar. Gli strelizzi, sollecitati da Kuz'ka, chiedono a Chovanskij di mettersi alla loro guida, ma il principe si rifiuta: il nuovo zar è molto potente, è meglio attendere.

### Atto quarto
Scena prima Nella ricca sala da pranzo di Ivan Chovanskij. Mentre il principe pranza, le contadine intonano un malinconico canto d'amore. Ivan chiede qualcosa di più allegro ed è molto contento della nuova canzone. Tuttavia giunge un domestico di Golicyn, che gli annuncia un grave pericolo. Il principe lo ignora e lo fa frustare, poi ordina alle sue schiave persiane di danzare per lui. Compare Šaklovityj, il quale lo informa di una convocazione presso la zarevna Sof'ja. Dopo qualche incertezza, Chovanskij accetta, ma mentre si avvia un sicario lo pugnala. Šaklovityj si china sul suo corpo e ripete sprezzante la canzone appena udita.

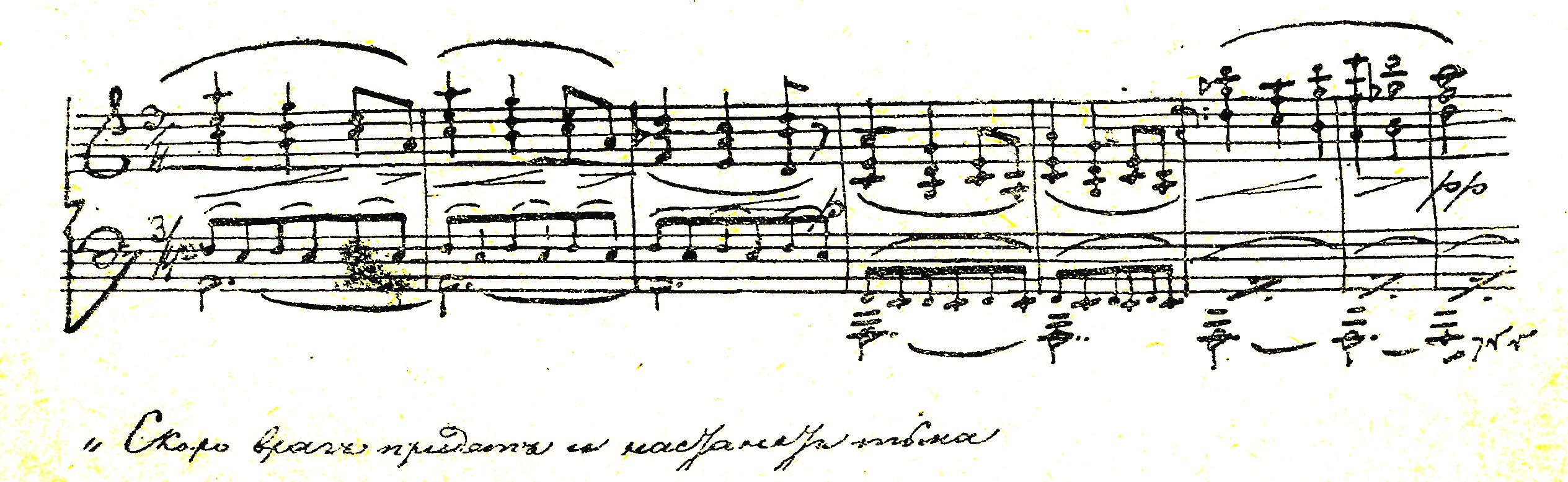
Una lettera del compositore all'amico Stasov

Scena seconda Nella piazza Rossa, davanti alla Cattedrale di San Basilio. Golicyn è condotto in esilio. Dosifej piange la disfatta dei cospiratori: sui vecchi credenti incombe la minaccia dello sterminio. Dosifej discute con Marfa sull'opportunità che i vecchi credenti lascino un esempio perenne immolandosi. Andrej entra accusando Marfa di avergli sottratto Emma, ma la donna afferma che lei sta facendo ritorno in Germania. Andrej minaccia di farla bruciare come strega e chiama a raccolta gli strelizzi col suo corno, ma si ode un suono minaccioso. Marfa narra ad Andrej dell'assassinio di suo padre e gli offre riparo tra i vecchi credenti. Mentre gli strelizzi vengono condotti al patibolo, un messo dello zar Pietro annuncia che sono stati perdonati.

### Atto quinto
L'eremo dei raskol'niki in una foresta vicino a Mosca. Dosifej ed i suoi seguaci si sono rifugiati nella foresta. Dosifej, amareggiato per le sofferenze dei suoi confratelli, li esorta a prepararsi al sacrificio vestendosi di bianco ed accendendo candele. C'è anche il principe Andrej che canta il suo amore perduto. Marfa gli ricorda del loro amore passato, assicurandolo che non lo abbandonerà. Dosifej ed i suoi seguaci, vestiti di bianco con le candele accese, costruiscono la pira. Una tromba annuncia l'avvicinarsi dei soldati di Pietro. Marfa canta ad Andrej la loro situazione senza speranza e Dosifej esorta tutti ad essere forti per l'ultima volta. Marfa dà fuoco alla pira mentre i vecchi credenti intonano l'ultimo canto. Mentre tutti periscono sul rogo, sopraggiungono i soldati di Pietro nel vano tentativo di catturarli.

## Principali Arie e Numeri
Preludio: Alba sulla Moscova (orchestra)
Atto primo
- Coro: "Fate un grande sentiero per il cigno bianco", «Белому лебедю путь просторен» (strelizzi, popolo)
- Coro: "Gloria al Cigno bianco", «Слава лебедю» (popolo)

Atto secondo
- Aria: Profezia di Marfa "Misteriosi poteri", «Силы потайные» (Marfa, Golicyn)

Atto terzo
- Canzone: "Una fanciulla vagava", «Исходила младёшенька» (Marfa)
- Aria: "Dorme il nido degli strielzi", «Спит стрелецкое гнездо» (Šaklovityj)

Atto quarto, Quadro primo
- Balletto: Danza delle schiave persiane (orchestra)
- Coro: "La bella del cigno scivola sull'acqua, Ladu-ladu", «Плывет, плывет лебедушка, Ладу-ладу. » (contadine, Šaklovityj)

Atto quarto, Quadro secondo
- Preludio: La partenza di Golicyn (orchestra, coro)
- Coro: "Non avere pietà, punisci i maledetti", «Не дай пощады» (mogli degli strelizzi, strelizzi)
- Marcia: Marcia dei soldati di Pietro (orchestra)

Atto quinto
- Aria: "Qui, in questo santo luogo", «Здесь, на этом месте» (Dosifej)

## Le basi storiche dell'opera e la rielaborazione di Musorgskij

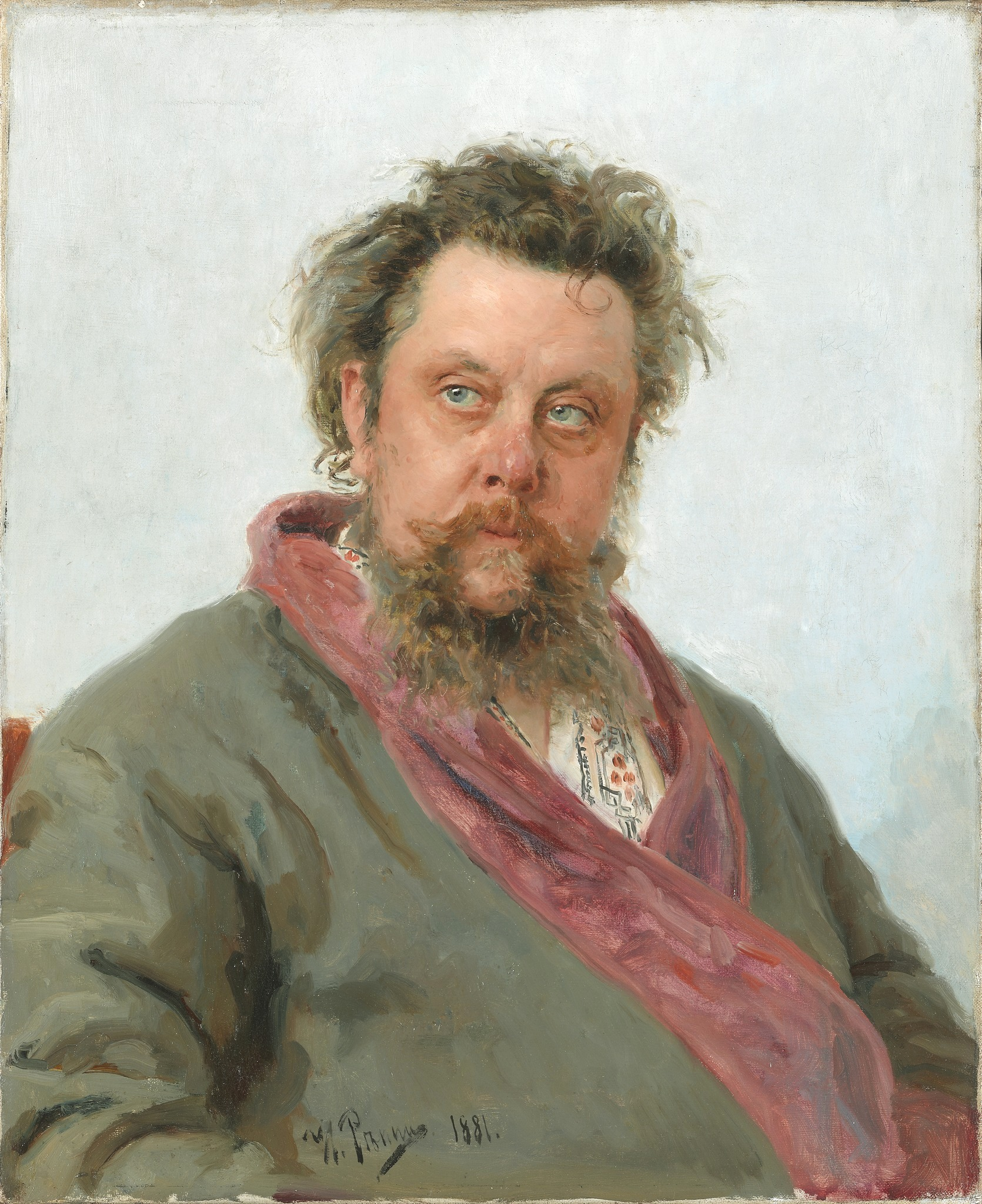
Ritratto di Musorgskij, eseguito da Il'ja Efimovič Repin soltanto pochi giorni prima della sua morte (1881)

La morte del giovane zar Fëdor III, nel 1682, aveva innescato una crisi di successione in Russia, nella quale due ragazzini, il debole e malato Ivan V, fratello di Fëdor, ed il fratellastro Pietro I, erano stati associati al trono, mentre la sorella più vecchia Sof'ja era diventata reggente. Sof'ja si era alleata con il principe Vasilij Golicyn, un potente cortigiano di idee liberali, che era anche suo amante. Dopo la rivolta degli strelizzi, iniziò la breve parabola del principe Ivan Andreevič Chovanskij (la Chovanščina, appunto), che fu messo a capo degli strelizzi da Sof'ja. Costui tentò di utilizzare l'enorme popolarità di cui godeva per le sue ambizioni di potere, e decise di sostenere le mire dei vecchi credenti, che speravano con il suo aiuto di sconfiggere la chiesa ufficiale, appoggiata da Sof'ja, per far tornare la Russia all'antica fede. La cosa culminò con una disputa sulla fede che ebbe luogo il 5 luglio 1682 nel palazzo delle Faccette al Cremlino di Mosca, e finì con reciproche accuse di eresia e ignoranza. Questo fatto provocò il definitivo distacco da Chovanskij da parte di Sof'ja, che nell'arco di tre mesi trovò il modo di sbarazzarsene: il 17 settembre 1682 il principe e suo figlio Andrej vennero arrestati dai sostenitori di Sof'ja e giustiziati senza processo; a capo degli strelizzi fu messo Fëdor Šaklovityj.
Il passaggio del potere da Sof'ja a Pietro I avvenne solo sette anni più tardi. Il 7 agosto 1689 Sof'ja diede ordine a Šaklovityj di armare un maggior numero di strelizzi al Cremlino, ufficialmente per accompagnarla a pregare al monastero Donskoj. Si diffusero voci che in realtà gli strelizzi avrebbero dovuto colpire i sostenitori di Pietro, che, informato della cosa, con un piccolo seguito si nascose presso il monastero della Trinità di San Sergio, da dove diede ordine all'esercito di raggiungerlo. La maggior parte delle truppe si schierò con lui ed in breve tempo Sof'ja dovette ritirarsi nel convento di Novodevičij, il suo favorito Golicyn fu mandato in esilio e Šaklovityj fu giustiziato.
Come si vede, Musorgskij nella sua opera mescolò deliberatamente gli avvenimenti del 1682 con quelli del 1689: l'allora decenne Pietro I in realtà non prese parte in alcun modo ai fatti della Chovanščina del 1682, ma l'intento del compositore era anche quello di illustrare il passaggio di potere da Sof'ja a Pietro. Musorgskij mostra le varie forze ostili a Pietro: gli strelizzi, capeggiati da Chovanskij; Golicyn, il favorito di Sof'ja; i vecchi credenti con a capo Dosifej (questo personaggio non ha un riscontro storico definito). A causa delle regole del tempo, che impedivano di mettere in scena i componenti della famiglia Romanov, essi vengono menzionati solo indirettamente. Un ruolo molto importante nello sviluppo dell'azione è affidato al popolo, in misura ancora maggiore che nel Boris Godunov. I cori sono molto variegati. I personaggi principali sono raffigurati molto chiaramente: arrogante e tirannico Ivan Chovanskij; malizioso e narcisista Golicyn, solenne Dosifej; forte, impetuosa e pronta all'azione Marfa; inquieto e debole Andrej Chovanskij, patriota e disposto a tutto per la salvezza della Russia Šaklovityj; allegro e spensierato il giovane moschettiere Kuz'ka; pavido e venale lo scrivano.

## Discografia
Versione Šostakovič, 1959
- Leskovič, RAI, 1973, Bella Voce
- Čakarov, Opera Nazionale di Sofia, 1986, Sony
- Abbado, Wiener Staatsoper, 1989 (Con finale Stravinskij 1913), DG
- Abbado, Wiener Philharmoniker, 1989 (Con finale Stravinskij 1913), Arthaus Musik DVD
- Gergiev, Teatro Kirov, 1991, Philips
- Gergiev, Teatro Kirov, 1992, Philips Video

Versione Rimskij-Korsakov, 1882
- Chaikin, Teatro Kirov, 1946, Arlecchino
- Nebolsin, Teatro Bol'šoj, 1951, Meždunarodnaja Kniga - Dante/Lys
- Baranovič, Opera Nazionale di Belgrado, 1954, Decca
- Rodzinskij, RAI, 1958, VAI, Datum, Stradivarius
- Svetlanov, Teatro Bol'šoj (Film), 1959, Corinth Films
- Chaikin, Teatro Kirov, 1972, Le Chant du Monde
- Margaritov, Opera Nazionale di Sofia, 1974-78, Capriccio
- Simonov, Teatro Bol'šoj, 1979, Pioneer Laser Disc - Kultur Video
- Klas, Teatro d'Opera Estone, 1987, Lyric Distribution Video
- Ermler, Teatro Bol'šoj, 1988, Melodija